# 市中心 (新加坡)
市中心是新加坡歷史與城市中心，位於55個規劃區的新加坡中區核心地帶。市中心是新加坡的財經中心所在，許多企業在此設立總部與辦公室，新加坡交易所也設立在此。新加坡政府機構大多也位於此處，包括新加坡國會與新加坡最高法院。
新加坡的近代歷史皆在此處開始，史丹福·萊佛士與英國東印度公司於新加坡河河岸建立東南亞自由港，開始聚集成一聚落，當聚落沿著舊港口向河岸邊擴張後，城市自然地向外擴張，直至今日，成為現在的新加坡中區。

## 地理
市中心與梧槽相鄰，北方與加冷相連，東北方與濱海東相連，東方與濱海南相連，東南方與海峡景相連，南方與紅山相連，西方與歐南、博物館、新加坡河相連。
在新加坡人的日常用語裡面，較少使用市中心（Downtown Core）一詞來稱呼這個地區，大多數人常使用中央商務區（Central Business District，CBD）來稱呼之。然而，中央商務區真正的面積只占市中心一部分，市中心西南部與西部一部分屬於計畫區。市中心包含7個附屬區域，這7個區域為安順、絲絲（Cecil）、紅燈碼頭、麥士威（Maxwell）、菲立（Phillip）、萊佛士坊、丹戎巴葛。雖然這些區域已遠遠超過中央商務區邊界範圍，但中央商務區仍被代表為新加坡中區。

## 歷史
殖民地時期，當時市中心是殖民地的金融、行政與商業中心。1823年，史丹福·萊佛士根據萊佛士計畫，重組新加坡區域，其中包括商業廣場（Commercial Square，俗稱土庫街，現為萊佛士坊）與歐洲鎮（European Town），以及之間各種其他商業和行政等政治實體。這些區域後來成為市中心。

## 外部連結
- Master Plan 2003[]